# Henri Andrieux
Henri Andrieux (23 de setembro de 1931 — 2 de janeiro de 2008) foi um ciclista francês, especialista em pista. Representou França nos Jogos Olímpicos de Verão de 1952 em Helsinque, onde terminou em quarto lugar na perseguição por equipes de 4 km.